# Eucera sogdiana
Eucera sogdiana är en biart som beskrevs av Ferdinand Morawitz 1875.
Eucera sogdiana ingår i släktet långhornsbin och familjen långtungebin. Inga underarter finns listade i Catalogue of Life.